# Günter Oleknavicius
Gintaras „Günter“ Oleknavičius (* 21. Februar 1950) ist ein ehemaliger deutscher Fußballspieler litauischer Herkunft. Der 1,78 m große Mittelfeldspieler absolvierte von 1973 bis 1976 insgesamt 41 Spiele in der Fußball-Bundesliga für den SC Fortuna Köln und für Kickers Offenbach. Dabei schoss er ein Tor. Darüber hinaus nahm er an 128 Spielen der 2. Fußball-Bundesliga teil, in denen er 15 Treffer erzielte.
Obwohl Oleknavicius mit Vornamen eigentlich Gintaras heißt, wurde er von der deutschen Sportpresse durchgehend Günter genannt. Oleknavicius’ Spitzname in seiner Kindheit war Ginta, was für deutsche Ohren wie Günter klang, wodurch sein später üblicher Rufname entstand.

## Laufbahn
Der vom Mannheimer Stadtteilklub TSV Schönau zum VfL Neckarau gekommene Nachwuchsspieler Günter Oleknavicius kam in der Saison 1969/70 unter der Trainingsleitung von Philipp Rohr und neben den Mitspielern Peter Diringer und Gerd Störzer mit den Blau-Weißen von der Altriper Fähre zur Vizemeisterschaft in der 1. Amateurliga Nordbaden, wozu er in zehn Ligaeinsätzen seinen Beitrag geleistet hatte. Im Wettbewerb um die Deutsche Amateurmeisterschaft scheiterte Neckarau im Halbfinale am Titelverteidiger SC Jülich 1910. In seinem zweiten Jahr in der 1. Amateurliga, 1970/71, gehörte er mit 26 Einsätzen und drei Toren der Stammbesetzung des VfL an, wo jetzt auch Gernot Rohr die erste Runde im Seniorenfußball bestritt.
Zur Runde 1971/72 nahm er das Angebot des VfR Frankenthal aus der Fußball-Regionalliga Südwest an und spielte für die Elf aus der nördlichen Vorderpfalz. Er debütierte am 15. August 1971 beim Heimspiel gegen Phönix Bellheim in der Regionalliga. Mit einem 3:3-Heimremis am 7. Mai 1972 gegen den Meister Borussia Neunkirchen endete die Runde. Oleknavicius erzielte dabei gegen die gegnerischen Mittelfeldspieler Gerd Zewe und Jürgen Papies zwei Tore. Er hatte 28 Ligaspiele absolviert und elf Tore für die Elf vom Ostparkstadion erzielt. Frankenthal stieg aber als 15. in das Amateurlager ab.
Der technisch gute Mittelfeldspieler konnte aber durch das Angebot von Fortuna Köln in der Zweitklassigkeit der Regionalliga verbleiben. Ab der Saison 1972/73 gehörte er dem Team des Fortuna-Präsidenten und Mäzens Jean Löring in der Fußball-Regionalliga West an. „Olek“ Oleknavicius debütierte unter Trainer Ernst-Günter Habig am 30. Juli 1972 beim Heimspiel gegen den 1. FC Styrum in der Regionalliga West. Das Mittelfeld der Fortuna war mit Oleknavicius, Rolf Bauerkämper und Wolfgang Glock besetzt. Mit dem ab dem 1. November 1972 im Amt befindlichen Trainer Martin Luppen erreichte die Fortuna mit 50:18 Punkten die Vizemeisterschaft in der Regionalliga West und damit den Einzug in die Aufstiegsrunde. Der Neuzugang aus Frankenthal hatte 31 Rundenspiele (3 Tor) absolviert. Die Löring-Kicker setzten sich gegen FC St. Pauli, 1. FSV Mainz 05, Karlsruher SC und Blau-Weiß 90 Berlin mit 13:3 Punkten durch und zogen in die Fußball-Bundesliga ein. Günter Oleknavicius hatte an der Seite von Mitspielern wie Wolfgang Fahrian, Karl-Heinz Struth, Gerd Zimmermann, Hans-Günter Neues, Noel Campbell, Bauerkämper, Glock, Helmut Bergfelder und Friedhelm Otters alle acht Spiele in der Aufstiegsrunde bestritten und dabei vier Tore erzielt. Beim 2:1-Startsieg am 23. Mai 1973 vor 40.000 Zuschauern im Wildparkstadion gegen den Karlsruher SC erzielte er für die Kölner die 2:0-Führung und machte eines seiner besten Spiele.
Im folgenden Jahr, der Saison 1973/74 spielte Oleknavicius 28-mal und erzielte einen Treffer für den Aufsteiger. Jetzt trainierte aber nicht mehr Martin Luppen den SC Fortuna, sondern Löring hatte den zwei ehemaligen Leichtathleten Volker Kottmann (bis 31. Dezember 1973) und Willi Holdorf (ab 21. Januar 1974) die sportliche Leitung übertragen. Oleknavicius und Kollegen starteten am 11. August 1973 in die Bundesliga mit einer 1:3-Auswärtsniederlage gegen Borussia Mönchengladbach. Die Fortuna stand zum Saisonabschluss auf Platz 17, punktgleich mit dem Wuppertaler SV, der durch die bessere Tordifferenz in der Liga blieb. Am 34. Spieltag verlor Köln mit 0:4 Toren bei Kickers Offenbach und das einen Punkt schlechter stehende Wuppertal egalisierte mit dem 2:2-Remis beim VfB Stuttgart zum Punktegleichstand. Oleknavicius stieg mit der Fortuna in die neugeschaffene 2. Bundesliga ab. Dem Bundesligaabsteiger misslang aber 1974/75 trotz der Zugänge mit Johannes Linssen und Roland Hattenberger mit dem fünften Rang der sofortige Wiederaufstieg. Auch der Trainerwechsel zur Jahreswende 1974/75 von Luppen hin zu Heinz Hornig, schaffte nicht die Wende im Aufstiegsrennen. Der Mittelfeldakteur hatte 27 Spiele in der 2. Bundesliga bestritten und ein Tor erzielt.
Durch seinen Wechsel zur Saison 1975/76 zu Kickers Offenbach kehrte er aber wieder in die Bundesliga zurück. Auf dem Bieberer Berg wurde aber durch die Trainer Otto Rehhagel (bis 9. Dezember 1975) und seinen Nachfolger Zlatko Čajkovski im Kickers-Mittelfeld auf die Akteure Hermann Bitz, Josef Hickersberger, Manfred Ritschel und Rainer Blechschmidt gesetzt. So kam Oleknavicius nur zu 13 weiteren Bundesligaeinsätzen.
In seinen weiteren Stationen in der 2. Bundesliga brachte er es an der Seite von Mitspielern wie Eckhard Deterding, Gerhard Reinbold, Jochem Ziegert (KSV Baunatal); Hubert Genz, Dieter Schwemmle (FC Hanau 93) sowie Dieter Agatha, Juan Alvarez und Josef Sarocca beim FSV Frankfurt auf weitere 97 Ligaspiele in der 2. Bundesliga mit 13 Toren.
Nach dem Ende seiner aktiven Karriere trainierte Oleknavicius mehrere Mannschaften der Landesliga – unter anderem in Limburg, Seligenstadt und Alsenborn – und arbeitete danach als Anzeigenakquisiteur und freier Handelsvertreter.
Er ist der jüngere Bruder des Radsportlers Algis Oleknavicius.

## Stationen als Spieler
- 1969–1971 VfL Neckarau
- 1971–1972 VfR Frankenthal
- 1972–1975 SC Fortuna Köln
- 1975–1977 Kickers Offenbach
- 1977–1978 KSV Baunatal
- 1978–1979 FC Hanau 93
- 1982–1983 FSV Frankfurt